# 이우환
이우환(李禹煥, 1936년 6월 24일 ~ )은 대한민국의 조각가, 화가이다. 일본의 획기적 미술 운동인 모노파의 창시자이며, 동양사상으로 미니멀리즘의 한계를 극복하여 국제적으로 명성이 높다. 주요 작품으로는 〈선으로부터(From Line)〉(1974), 〈동풍〉(1974), 〈조응〉(1988), 〈점에서〉(1975), 〈상응〉(1998) <관계항(Relatum> (2010)등이 있다.

## 생애
이우환은 1936년 대한민국 경상남도 함안군에서 태어나 부산에서 자랐다. 1956년 서울대학교 미술학부에 입학하였으나 3개월 후에 일본으로 건너가 1961년 니혼 대학 문학부 철학과를 졸업하였다. 1967년 도쿄의 사토 화랑에서 개인전을 개최하였으며, 이 개인전은 이우환의 본격적인 예술 활동의 시작으로 평가받는다.
1968년 도쿄국립근대미술관에서 개최된 한국현대회화전에 참여하였으며, 같은 해 여름 모노하(もの派) 운동을 시작한 조각가 세키네 노부오(關根神夫)와 조우하였고, 이후 모노하 운동의 이론적 토대를 세웠다. 이우환이 1960년대 후반 주도한 모노하 운동은 가공되지 않은 자연의 물질이나 물질, 즉 모노(物)를 직접적인 예술 언어로 활용하고자 한 것이었다.

## 랭킹
2000-2011 대한민국 아트옥션 낙찰가 100위에서 낙찰작품수 60점으로 1위, 낙찰총액은 309억원으로 3위를 차지했다. 즉, 2016년 현재 대한민국 미술계를 대표하는 화가이다.

## 약력
- 1956년 서울대학교 미술대학 중퇴후 도일.[5]
- 1961년 니혼 대학교 문학부 철학과 졸업.
- 1971년 평론집 《出会いを求めて》출판.
- 2001년 제11회 호암상 예술상
- 2007년 레지옹 도뇌르 훈장
- 2010년 가가와현에 첫 개인 미술관인 이우환 미술관 개관.
- 2013년 금관문화훈장

## 전시경력

### 개인전
- 1973, 77, 80, 83, 86, 89, 91, 93 개인전, 동경화랑, 동경
- 1975, 77, 80 개인전, 갤러리 에릭후아브르, 빠리
- 1976, 78, 88 개인전, 갤러리 m, 독일
- 1978 개인전, 듀셀도르프 시립미술관, 독일

개인전, 루이지아나 미술관, 덴마크
- 1984,87,90,94 개인전, 현대화랑, 서울
- 1984, 86, 89, 92 개인전, 갤러리 드 빠리, 빠리
- 1988 개인전, 밀라노 시립현대미술관, 밀라노
- 1991 개인전, 하라미술관 ARC, 일본
- 1992 한국의 현대미술, 테이트 갤러리 리버풀, 영국
- 1993 개인전, 가마꾸라 근대미술관, 일본
- 1994 개인전, 무디마미술관, 밀라노
- 2011 개인전, 구겐하임미술관, 뉴욕
- 2015 개인전, 베르사유궁전, 파리

외 다수

### 단체전
- 1969∼73 제10회, 제13회 상파울로 비엔날레, 브라질
- 1971 제7회 빠리 비엔날레, 빠리
- 1977 카셀도큐멘타 6, 독일

제13회 현대 일본미술관, 동경시립근대미술관 상, 동경
- 1979 제1회 헨리무어 대상전, 우수상, 조각의 숲미술관, 일본
- 1980 20세기의 조각, 바젤미술관, 스위스
- 1982 오늘의 거장, 뉴른베르그 시립미술관, 독일

예술에의 素村 베를린 국립현대미술관, 독일
- 1986 전위예술의 일본, 퐁피두 센타, 빠리
- 1987 에꼴 드 서울, 관훈미술관, 서울

외 다수

## 저서
- 《양의의 표현》, 현대문학, 2022
- 《멈춰 서서》, 현대문학, 2004
- 《여백의 예술》, 현대문학, 2002
- 《시간의 여울》, 디자인하우스, 1994

## 같이 보기
- 이우환 미술관